# Холодные следы
«Холодные следы» (норв. Kalde spor) — норвежский фильм 1962 года режиссёра Арне Скоуэна по сюжету Юхана Боргена.
Фильм номинировался на Гран-при 3-го Московского международного кинофестиваля, также фильм был выбран в качестве заявки от Норвегии на премию «Оскар» (1963), но не был принят в качестве номинанта.

## Сюжет
«Холодные следы» рассказывают о войне, как о событиях пятнадцатилетней давности. Пятнадцать лет прожил на чужбине, в Австралии, главный герой картины Одмунд. В годы войны он бы проводником в горах, выводил на свободу борцов Сопротивления. И по его вине он бросил их, одержимый ревностью, и погибло двенадцать партизан. Пятнадцать лет старались забыть о прошлом он, его невеста Рагнхильд, ставшая теперь женой Турмуда.

И авторы фильма Арне Скоуэн и Йухан Борген резко выступают против забвения. Есть вещи, которые нельзя, невозможно, преступно забыть.
Зима 1959 года. После долгих лет скитания по свету Оддмунд Ронге возвращается в Норвегию. Водитель такси довезит его до конца горной дороги. Там установлен мемориальный камень в память о 12 членах норвежского Сопротивления, погибших, когда они спасались бегством от немцев.
Несмотря на все предупреждения водителя такси, Оддмунд, не имея еды и вооружившись только лыжами, отправляется в хижину на возвышенности, которая уже обветшала. Он просит водителя такси рассказать местному полицейскому по имени Тормод о том, куда он пошёл.
Пятнадцать лет Оддумнд не находит покоя, скитается по свету потрясенный той трагедией… но от себя не убежишь.
Тогда, в 1944 году, Оддмунд в этой отдаленной хижине высоко в горах, ожидал двенадцать беглецов вырвавшихся из нацистского концлагеря, с которыми местные проводники его друг Тормод и его девушка Рагнхильд, в которую Оддмунд был влюблён, но ревновал к Тормоду. Вместе они должны были провести беглецов через горы. В пути группа попадает в буран, совершенно измученная Рагнхильд вынуждена вернуться в хижину, и Тормод, помогает ей в этом. Теперь задача Оддмунда — продолжать сопровождать группу. Однако он этого не делает, а из решает вместе с Тормодом довести до хижины девушку. Одмунд догоняет группу слишком поздно: заблудившаяся в снежной буре все погибли…
Теперь, спустя пятнадцать лет попав на место былых событий, куда вскоре приходят Тормодом и Рагнхильд — счастливая супружеская пара, они втроём пытаются разобраться, почему тогда так произошло. На фоне бушующих природных сил снова происходит катастрофа, между ними тремя происходит драматическая ссора, которая включает в себя забвение, напоминание, чувство вины и искупление. Вскоре становится очевидным, что каждый несет часть вины за гибель группы, и все они по-прежнему находятся в плену той напряженной любовной связи, которая привела к их безответственному поведению во время войны.
Тормод и Рагнхильд пытаются удержать Одмунда, но он, в припадке нервного срыва, уходит в горы, навстречу своей гибели — обмороженный Оддмунд, в каком-то истерическом бреду пытается вывести тени тогда погибших бойцов, и снова терпит неудачу, но теперь погибая вместе с ними.

## В ролях
- Торальв Маурстад — Одмунд
- Алф Малланд — Тормод
- Хенни Моан — Рагнхильд

## Критика
Отмечается, что режиссёр «широко использует экспрессионистские стилистические приемы, создавая что-то вроде камерного художественного фильма на фоне враждебных сил природы».